# Coupe de Russie de football 2022-2023
Navigation
Édition précédente Édition suivante
La Coupe de Russie 2022-2023 est la 31e édition de la Coupe de Russie depuis la dissolution de l'Union soviétique. Elle prend place entre le 16 août 2022 et le 11 juin 2023, date de la finale disputée au stade Loujniki de Moscou.
Un total de 103 équipes prennent part à la compétition, incluant l'ensemble des clubs des trois premières divisions russes, à l'exception des clubs-écoles, ainsi que onze équipes amateurs.
Le vainqueur de la coupe se qualifie pour l'édition 2023 de la Supercoupe de Russie. La qualification initialement prévue pour la Ligue Europa 2023-2024 est quant à elle incertaine du fait de la suspension des clubs russes des compétitions de l'UEFA pour une durée indéfinie à la suite de l'invasion de l'Ukraine par la Russie.

## Format
Cette édition est marquée par un changement majeur du format de la compétition. La phase préliminaire se scinde ainsi en deux voies distinctes : 
- la « voie des régions », concerne exclusivement les équipes des divisions inférieures qui s'affrontent dans le cadre de rencontres à élimination directe. Celle-ci se déroule en six tours distincts permettant de désigner les quatre équipes se qualifient pour la phase finale. L'entrée en lice des différents participants dépend de leur classement en championnat la saison précédente.
- la « voie de la RPL », concerne quant à elle exclusivement les seize clubs de la première division (souvent abrégée « RPL ») qui sont regroupés en quatre groupes de quatre au sein desquels ils s'affrontent chacun par deux fois. Cette voit permet de déterminer douze qualifiés pour la phase finale.

À l'issue de cette phase préliminaire, la distinction en deux voies se poursuit durant la phase finale. En cela, les deux premiers de la phase de groupes poursuivent dans la voie de la RPL tandis que les troisièmes sont repêchés dans la voie des régions face aux équipes des divisions inférieures, pour un total de huit équipes pour chaque voie. L'organisation des deux voies connaît à nouveau certaines variations :
- la voie de la RPL, considérée comme la voie supérieure, poursuit à partir de là un cheminement classique, les clubs concernés s'affrontant lors de quarts de finale, demi-finales puis une finale pour déterminer le qualifié pour la grande finale. Les équipes s'affrontent en deux manches à domicile et à l'extérieur. En cas d'égalité, aucune prolongation n'est jouée et les deux acteurs se départagent lors de la séance des tirs au but. Les perdants sont repêchés dans la voie des régions.
- la voie des régions prend quant à elle la forme d'un tournoi à double élimination. Celle-ci inclut également des tours de quarts de finale, demi-finales et une finale, mais distingués en deux phases :
  - la première concerne les équipes initialement présentes dans cette voie, qui s'affrontent lors d'une rencontre unique à élimination directe.
  - la seconde voit les vainqueurs de la première affronter affronter les perdants de la voie de la RPL. Le vainqueur de cette dernière rencontre se qualifie alors pour le tour suivant.

Au terme de la phase finale, les vainqueurs respectifs des deux voies s'affrontent lors de la grande finale afin de déterminer le vainqueur de la compétition.

## Phase qualificative

### Voie des régions

#### Premier tour
Les rencontres de ce tour sont jouées entre le 16 et le 18 août 2022. Cette phase concerne dix des onze clubs amateurs ainsi que les dix équipes les moins bien classées de la troisième division 2021-2022. Pour limiter les coûts de déplacement, les équipes sont officieusement réparties selon leurs zones géographiques avant le tirage au sort.
| Date         | Club                                 | Score             | Club                                  |
| ------------ | ------------------------------------ | ----------------- | ------------------------------------- |
| 16 août 2022 | Amkal Moscou (D6)                    | 1 - 1 (8 - 7 tab) | (D3) Zorki Krasnogorsk                |
| 17 août 2022 | Temp Barnaoul (D4)                   | 2 - 1             | (D3) Dinamo Barnaoul                  |
| 17 août 2022 | FK Kolomna (D3)                      | 1 - 0             | (D3) Saturn Ramenskoïe                |
| 17 août 2022 | FK Iessentouki (D3)                  | 0 - 3             | (D5) StavropolAgroSoïouz Nevinnomyssk |
| 17 août 2022 | Dinamo Stavropol (D3)                | 3 - 0             | (D5) FK Armavir                       |
| 17 août 2022 | 2DROTS Moscou (D6)                   | 3 - 0             | (D3) Tchertanovo Moscou               |
| 17 août 2022 | Elektron Veliki Novgorod (D3)        | 2 - 0             | (D4) SSh7-Karelia Petrozavodsk        |
| 17 août 2022 | Nefis Kazan (D5)                     | 0 - 1             | (D3) Khimik-Avgoust Vournary          |
| 17 août 2022 | Sakhalinets Moscou (D3)              | 1 - 0             | (D3) FK Balachkha                     |
| 18 août 2022 | Okean Nakhodka (D4)                  | 0 - 2             | (D3) Dinamo Vladivostok               |
| 18 août 2022 | FShM Moscou (D4)                     | 2 - 3             | (D3) Khimik Dzerjinsk                 |
| 18 août 2022 | Peresvet-Triokhgorka Domodedovo (D4) | 1 - 1 (3 - 4 tab) | (D3) Kosmos Dolgoproudny              |

#### Deuxième tour
Les rencontres de ce tour sont jouées entre le 30 août et le 1er septembre 2022. Il voit l'entrée en lice du dernier club amateur ainsi que 43 des 45 équipes restantes de la troisième division, le Rotor Volgograd et le Metallourg Lipetsk étant les deux clubs exempts. Pour limiter les coûts de déplacement, les équipes sont officieusement réparties selon leurs zones géographiques avant le tirage au sort.
| Date               | Club                                  | Score             | Club                                |
| ------------------ | ------------------------------------- | ----------------- | ----------------------------------- |
| 30 août 2022       | Tekstilchtchik Ivanovo (D3)           | 1 - 1 (5 - 3 tab) | (D6) 2DROTS Moscou                  |
| 30 août 2022       | Spartak Naltchik (D3)                 | 1 - 0             | (D3) Machouk-KMV Piatigorsk         |
| 31 août 2022       | FK Tver (ru) (D3)                     | 0 - 1             | (D6) Amkal Moscou                   |
| 31 août 2022       | Stroguino Moscou (D6)                 | 3 - 2             | (D3) FK Kalouga                     |
| 31 août 2022       | Dinamo Vladivostok (D3)               | 1 - 1 (5 - 3 tab) | (D3) FK Novossibirsk                |
| 31 août 2022       | Zvezda Saint-Pétersbourg (en) (D3)    | 2 - 1             | (D3) Iadro Saint-Pétersbourg        |
| 31 août 2022       | FK Leningradets (D3)                  | 3 - 0             | (D3) Elektron Veliki Novgorod       |
| 31 août 2022       | Jasmine Mikhaïlovsk (D5)              | 0 - 4             | (D3) FK Tcheliabinsk                |
| 31 août 2022       | Khimik-Avgoust Vournary (D3)          | 2 - 0             | (D3) Torpedo Miass (ru)             |
| 31 août 2022       | Biolog-Novokoubansk (D3)              | 2 - 3             | (D3) Dinamo Stavropol               |
| 31 août 2022       | Zénith Penza (D3)                     | 2 - 2 (3 - 2 tab) | (D3) Sokol Saratov                  |
| 31 août 2022       | Irtych Omsk (D3)                      | 4 - 0             | (D4) Temp Barnaoul                  |
| 31 août 2022       | Amkar Perm (D3)                       | 0 - 1             | (D3) Zénith Ijevsk                  |
| 31 août 2022       | StavropolAgroSoïouz Nevinnomyssk (D5) | 4 - 3             | (D3) Legion Makhatchkala            |
| 31 août 2022       | Forte Taganrog (D3)                   | 1 - 2             | (D3) SKA Rostov                     |
| 31 août 2022       | Khimik Dzerjinsk (D3)                 | 1 - 2             | (D3) FK Mourom                      |
| 31 août 2022       | Kosmos Dolgoproudny (D3)              | 3 - 0             | (D3) Sakhaline Ioujno-Sakhalinsk    |
| 31 août 2022       | Kvant Obninsk (en) (D3)               | 0 - 3             | (D3) Dinamo Briansk                 |
| 31 août 2022       | FK Tioumen (D3)                       | 3 - 1             | (D3) Nosta Novotroïtsk              |
| 31 août 2022       | Louki-Energia Velikié Louki (D3)      | 1 - 1 (2 - 4 tab) | (D3) Dinamo Saint-Pétersbourg       |
| 31 août 2022       | Torpedo Vladimir (D3)                 | 2 - 0             | (D3) Znamia Trouda Orekhovo-Zouïevo |
| 31 août 2022       | Spartak Tambov (D3)                   | 3 - 1             | (D3) Saliout Belgorod               |
| 31 août 2022       | Tchernomorets Novorossiisk (D3)       | 2 - 0             | (D3) Droujba Maïkop                 |
| 31 août 2022       | Tchaïka Pestchanokopskoïe (D3)        | 1 - 1 (1 - 3 tab) | (D3) Kouban Holding Pavlovskaïa     |
| 31 août 2022       | Spartak Kostroma (D3)                 | 2 - 0             | (D3) Dinamo Vologda                 |
| 31 août 2022       | FK Riazan (D3)                        | 4 - 0             | (D3) FK Kolomna                     |
| 31 août 2022       | Avangard Koursk (D3)                  | 2 - 0             | (D3) Sakhalinets Moscou             |
| 1er septembre 2022 | Znamia Noguinsk (D3)                  | 1 - 2             | (D3) Peresvet Domodedovo            |

#### Troisième tour
Les rencontres de ce tour sont jouées entre le 13 et le 15 septembre 2022. Il voit l'entrée en lice du Rotor Volgograd et du Metallourg Lipetsk.
| Date              | Club                          | Score               | Club                                  |
| ----------------- | ----------------------------- | ------------------- | ------------------------------------- |
| 13 septembre 2022 | Kosmos Dolgoproudny (D3)      | 1 - 0               | (D3) Zénith Penza                     |
| 14 septembre 2022 | Dinamo Vladivostok (D3)       | 2 - 1               | (D3) Irtych Omsk                      |
| 14 septembre 2022 | Amkal Moscou (D6)             | 2 - 2 (2 - 4 tab)   | (D3) Zvezda Saint-Pétersbourg (en)    |
| 14 septembre 2022 | FK Tcheliabinsk (D3)          | 0 - 1               | (D3) FK Tioumen                       |
| 14 septembre 2022 | Zénith Ijevsk (D3)            | 5 - 1               | (D3) Khimik-Avgoust Vournary          |
| 14 septembre 2022 | SKA Rostov (D3)               | 0 - 3               | (D3) Kouban Holding Pavlovskaïa       |
| 14 septembre 2022 | Peresvet Domodedovo (D3)      | 2 - 1               | (D3) FK Riazan                        |
| 14 septembre 2022 | Dinamo Stavropol (D3)         | 1 - 2               | (D3) Tchernomorets Novorossiisk       |
| 14 septembre 2022 | Metallourg Lipetsk (D3)       | 1 - 2               | (D3) Rotor Volgograd                  |
| 14 septembre 2022 | FK Mourom (D3)                | 0 - 0 (1 - 3 tab)   | (D3) Torpedo Vladimir                 |
| 14 septembre 2022 | Dinamo Briansk (D3)           | 3 - 1               | (D3) Stroguino Moscou                 |
| 14 septembre 2022 | Spartak Kostroma (D3)         | 1 - 4               | (D3) Tekstilchtchik Ivanovo           |
| 14 septembre 2022 | Avangard Koursk (D3)          | 3 - 2               | (D3) Spartak Tambov                   |
| 14 septembre 2022 | Dinamo Saint-Pétersbourg (D3) | 0 - 0 (5 - 4 tab)   | (D3) FK Leningradets                  |
| 15 septembre 2022 | Spartak Naltchik (D3)         | 1 - 1 (10 - 11 tab) | (D5) StavropolAgroSoïouz Nevinnomyssk |

#### Quatrième tour
Les rencontres de ce tour sont jouées les 4 et 5 octobre 2022. Il voit l'entrée en lice des clubs de la deuxième division.
| Date           | Club                                  | Score             | Club                          |
| -------------- | ------------------------------------- | ----------------- | ----------------------------- |
| 4 octobre 2022 | StavropolAgroSoïouz Nevinnomyssk (D5) | 0 - 3             | (D2) Neftekhimik Nijnekamsk   |
| 5 octobre 2022 | Dinamo Vladivostok (D3)               | 1 - 0             | (D2) SKA-Khabarovsk           |
| 5 octobre 2022 | Zénith Ijevsk (D3)                    | 0 - 1             | (D3) Kamaz Naberejnye Tchelny |
| 5 octobre 2022 | Kosmos Dolgoproudny (D3)              | 1 - 1 (4 - 5 tab) | (D2) Rodina Moscou            |
| 5 octobre 2022 | Kouban Holding Pavlovskaïa (D3)       | 0 - 1             | (D2) FK Oufa                  |
| 5 octobre 2022 | Volga Oulianovsk (D2)                 | 2 - 1             | (D2) Rubin Kazan              |
| 5 octobre 2022 | FK Tioumen (D3)                       | 0 - 3             | (D2) Volgar Astrakhan         |
| 5 octobre 2022 | Torpedo Vladimir (D3)                 | 0 - 1             | (D2) Akron Togliatti          |
| 5 octobre 2022 | Dinamo Briansk (D3)                   | 0 - 0 (5 - 4 tab) | (D2) Arsenal Toula            |
| 5 octobre 2022 | Peresvet Domodedovo (D3)              | 0 - 0 (5 - 4 tab) | (D2) Baltika Kaliningrad      |
| 5 octobre 2022 | Avangard Koursk (D3)                  | 0 - 2             | (D2) Dinamo Makhatchkala      |
| 5 octobre 2022 | Tchernomorets Novorossiisk (D3)       | 0 - 1             | (D2) Ienisseï Krasnoïarsk     |
| 5 octobre 2022 | Tekstilchtchik Ivanovo (D3)           | 0 - 0 (2 - 4 tab) | (D2) Kouban Krasnodar         |
| 5 octobre 2022 | Rotor Volgograd (D3)                  | 1 - 1 (4 - 5 tab) | (D2) Chinnik Iaroslavl        |
| 5 octobre 2022 | Dinamo Saint-Pétersbourg (D3)         | 2 - 3             | (D2) Alania Vladikavkaz       |
| 5 octobre 2022 | Zvezda Saint-Pétersbourg (en) (D3)    | 2 - 0             | (D2) Veles Moscou             |

#### Cinquième tour
Les rencontres de ce tour sont jouées les 1er et 2 novembre 2022.
| Date              | Club                          | Score             | Club                               |
| ----------------- | ----------------------------- | ----------------- | ---------------------------------- |
| 1er novembre 2022 | Kamaz Naberejnye Tchelny (D2) | 2 - 0             | (D2) Ienisseï Krasnoïarsk          |
| 2 novembre 2022   | Alania Vladikavkaz (D2)       | 3 - 0             | (D2) Volgar Astrakhan              |
| 2 novembre 2022   | Akron Togliatti (D2)          | 5 - 0             | (D3) Peresvet Domodedovo           |
| 2 novembre 2022   | Chinnik Iaroslavl (D2)        | 0 - 0 (4 - 5 tab) | (D2) Kouban Krasnodar              |
| 2 novembre 2022   | Neftekhimik Nijnekamsk (D2)   | 1 - 2             | (D2) Volgar Oulianovsk             |
| 2 novembre 2022   | FK Oufa (D2)                  | 1 - 0             | (D3) Dinamo Briansk                |
| 2 novembre 2022   | Dinamo Makhatchkala (D2)      | 0 - 0 (5 - 3 tab) | (D3) Dinamo Vladivostok            |
| 2 novembre 2022   | Rodina Moscou (D2)            | 3 - 4             | (D3) Zvezda Saint-Pétersbourg (en) |

#### Sixième tour
Les rencontres de ce tour sont jouées les 15 et 16 novembre 2022.
| Date             | Club                          | Score             | Club                               |
| ---------------- | ----------------------------- | ----------------- | ---------------------------------- |
| 15 novembre 2022 | FK Oufa (D2)                  | 2 - 2 (4 - 3 tab) | (D2) Dinamo Makhatchkala           |
| 16 novembre 2022 | Kamaz Naberejnye Tchelny (D2) | 1 - 2             | (D3) Zvezda Saint-Pétersbourg (en) |
| 16 novembre 2022 | Akron Togliatti (D2)          | 1 - 0             | (D2) Alania Vladikavkaz            |
| 16 novembre 2022 | Kouban Krasnodar (D2)         | 1 - 2             | (D2) Volga Oulianovsk              |

### Voie de la RPL
La phase de groupes concerne exclusivement les seize équipes de la première division, qui sont répartis en quatre groupes de quatre. Chaque équipe s'affronte deux fois au sein de ceux-ci, pour un total de six matchs chacun. L'ensemble de la phase de groupes est disputée entre le 30 août et le 20 novembre 2022.
Les trois premiers à l'issue de cette phase se qualifient pour les quarts de finale. Les deux premiers poursuivent dans la voie de la RPL tandis que le troisième est repêché dans la voie des régions.
Le barème utilisé diverge de celui typiquement employé en championnat, les matchs nuls n'étant en effet pas comptés. À la place, si un match s'achève sur un résultat nul, les deux équipes doivent se départager lors d'une séance de tirs au but. Une victoire par ce biais offre deux points à l'équipe victorieuse tandis que l'équipe perdante n'en reçoit qu'un seul.
Groupe A
| Rang | Équipe              | Pts | J | G | N   | P | Bp | Bc | Diff |  | Résultats (▼ dom., ► ext.) | KRA | LOK | NIJ | KHI |
| ---- | ------------------- | --- | - | - | --- | - | -- | -- | ---- |  | -------------------------- | --- | --- | --- | --- |
| 1    | FK Krasnodar        | 13  | 6 | 4 | 0/1 | 1 | 11 | 4  | +7   |  | FK Krasnodar               |     | 1-0 | 2-0 | 4-1 |
| 2    | Lokomotiv Moscou    | 11  | 6 | 3 | 1/0 | 2 | 11 | 6  | +5   |  | Lokomotiv Moscou           | 2-2 |     | 3-1 | 1-0 |
| 3    | Pari Nijni Novgorod | 10  | 6 | 2 | 2/0 | 2 | 6  | 7  | -1   |  | Pari Nijni Novgorod        | 2-0 | 1-0 |     | 1-1 |
| 4    | FK Khimki           | 2   | 6 | 0 | 0/2 | 4 | 3  | 14 | -11  |  | FK Khimki                  | 0-2 | 0-5 | 1-1 |     |

Groupe B
| Rang | Équipe                   | Pts | J | G | N   | P | Bp | Bc | Diff |  | Résultats (▼ dom., ► ext.) | SPA | KRY | ZEN | FAK |
| ---- | ------------------------ | --- | - | - | --- | - | -- | -- | ---- |  | -------------------------- | --- | --- | --- | --- |
| 1    | Spartak Moscou           | 13  | 6 | 4 | 1   | 1 | 10 | 3  | +7   |  | Spartak Moscou             |     | 1-0 | 3-0 | 3-0 |
| 2    | Krylia Sovetov Samara    | 12  | 6 | 4 | 0   | 2 | 7  | 4  | +3   |  | Krylia Sovetov Samara      | 2-1 |     | 2-0 | 1-0 |
| 3    | Zénith Saint-Pétersbourg | 11  | 6 | 3 | 1/0 | 2 | 6  | 6  | 0    |  | Zénith Saint-Pétersbourg   | 0-0 | 2-1 |     | 2-0 |
| 4    | Fakel Voronej            | 0   | 6 | 0 | 0   | 6 | 1  | 11 | -10  |  | Fakel Voronej              | 1-2 | 0-1 | 0-2 |     |

Groupe C
| Rang | Équipe        | Pts | J | G | N   | P | Bp | Bc | Diff |  | Résultats (▼ dom., ► ext.) | DYN | ROS | AKH | ORE |
| ---- | ------------- | --- | - | - | --- | - | -- | -- | ---- |  | -------------------------- | --- | --- | --- | --- |
| 1    | Dynamo Moscou | 10  | 6 | 3 | 0/1 | 2 | 9  | 8  | +1   |  | Dynamo Moscou              |     | 3-1 | 2-1 | 1-0 |
| 2    | FK Rostov     | 9   | 6 | 3 | 0   | 3 | 12 | 11 | +1   |  | FK Rostov                  | 2-0 |     | 3-0 | 3-1 |
| 3    | Akhmat Grozny | 9   | 6 | 3 | 0   | 3 | 11 | 12 | -1   |  | Akhmat Grozny              | 2-1 | 3-1 |     | 3-1 |
| 4    | FK Orenbourg  | 8   | 6 | 2 | 1/0 | 3 | 12 | 13 | -1   |  | FK Orenbourg               | 2-2 | 4-2 | 4-2 |     |

Groupe D
| Rang | Équipe               | Pts | J | G | N   | P | Bp | Bc | Diff |  | Résultats (▼ dom., ► ext.) | OUR | CSKA | TOR | SOT |
| ---- | -------------------- | --- | - | - | --- | - | -- | -- | ---- |  | -------------------------- | --- | ---- | --- | --- |
| 1    | Oural Iekaterinbourg | 14  | 6 | 4 | 1/0 | 1 | 9  | 5  | +4   |  | Oural Iekaterinbourg       |     | 0-0  | 1-0 | 2-0 |
| 2    | CSKA Moscou          | 13  | 6 | 4 | 0/1 | 1 | 8  | 4  | +4   |  | CSKA Moscou                | 2-1 |      | 0-1 | 2-1 |
| 3    | Torpedo Moscou       | 7   | 6 | 2 | 0/1 | 3 | 6  | 7  | -1   |  | Torpedo Moscou             | 1-2 | 0-2  |     | 1-1 |
| 4    | FK Sotchi            | 2   | 6 | 0 | 1/0 | 5 | 6  | 13 | -7   |  | FK Sotchi                  | 2-3 | 1-2  | 1-3 |     |

## Phase finale
Comme lors de la phase qualificative, la phase finale est divisée en deux voies évoluant de manière parallèle avec des repêchages pour les perdants de la voie de la RPL au sein de la voie des régions.

### Quarts de finale
Dans la voie de la RPL, les matchs aller sont joués le 22 février et les matchs retour le 1er mars 2023. La première phase de la voie des régions prend quant à elle place le 26 février, tandis que sa deuxième phase est jouée le 16 mars.

#### Voie de la RPL
| Club                       | Score | Club                      | Aller | Retour |
| -------------------------- | ----- | ------------------------- | ----- | ------ |
| Lokomotiv Moscou (D1)      | 2 - 5 | (D1) Spartak Moscou       | 0 - 1 | 2 - 4  |
| Krylia Sovetov Samara (D1) | 3 - 2 | (D1) Dynamo Moscou        | 2 - 1 | 1 - 1  |
| FK Rostov (D1)             | 2 - 3 | (D1) Oural Iekaterinbourg | 1 - 1 | 1 - 2  |
| CSKA Moscou (D1)           | 3 - 1 | (D1) FK Krasnodar         | 3 - 0 | 0 - 1  |

#### Voie des régions
Première phase
| Date            | Club                               | Score | Club                          |
| --------------- | ---------------------------------- | ----- | ----------------------------- |
| 25 février 2023 | Volga Oulianovsk (D2)              | 0 - 3 | (D1) Zénith Saint-Pétersbourg |
| 26 février 2023 | FK Oufa (D2)                       | 1 - 2 | (D1) Akhmat Grozny            |
| 26 février 2023 | Akron Togliatti (D2)               | 2 - 0 | (D1) Torpedo Moscou           |
| 27 février 2023 | Zvezda Saint-Pétersbourg (en) (D3) | 0 - 2 | (D1) Pari Nijni Novgorod      |

Deuxième phase
| Date         | Club                          | Score             | Club                  |
| ------------ | ----------------------------- | ----------------- | --------------------- |
| 14 mars 2023 | Akron Togliatti (D2)          | 1 - 1 (7 - 6 tab) | (D1) Lokomotiv Moscou |
| 15 mars 2023 | Akhmat Grozny (D1)            | 0 - 3             | (D1) FK Krasnodar     |
| 15 mars 2023 | Zénith Saint-Pétersbourg (D1) | 1 - 1 (4 - 5 tab) | (D1) Dynamo Moscou    |
| 16 mars 2023 | Pari Nijni Novgorod (D1)      | 0 - 1             | (D1) FK Rostov        |

### Demi-finales
Dans la voie de la RPL, les matchs aller sont joués le 15 mars et les matchs retour les 4 et 5 avril 2023. La première phase de la voie des régions prend quant à elle place le 6 avril, tandis que sa deuxième phase est jouée le 20 avril.

#### Voie de la RPL
| Club                       | Score | Club                      | Aller | Retour |
| -------------------------- | ----- | ------------------------- | ----- | ------ |
| Spartak Moscou (D1)        | 1 - 3 | (D1) Oural Iekaterinbourg | 1 - 1 | 0 - 2  |
| Krylia Sovetov Samara (D1) | 2 - 3 | (D1) CSKA Moscou          | 2 - 2 | 0 - 1  |

#### Voie des régions
Première phase
| Date         | Club               | Score             | Club                 |
| ------------ | ------------------ | ----------------- | -------------------- |
| 4 avril 2023 | Dynamo Moscou (D1) | 0 - 0 (1 - 4 tab) | (D2) Akron Togliatti |
| 6 avril 2023 | FK Krasnodar (D1)  | 1 - 1 (5 - 3 tab) | (D1) FK Rostov       |

Deuxième phase
| Date          | Club                 | Score             | Club                       |
| ------------- | -------------------- | ----------------- | -------------------------- |
| 19 avril 2023 | FK Krasnodar (D1)    | 2 - 2 (3 - 0 tab) | (D1) Krylia Sovetov Samara |
| 19 avril 2023 | Akron Togliatti (D2) | 2 - 1             | (D1) Spartak Moscou        |

### Finales des voies
Dans la voie de la RPL, le match aller est joués le 19 avril et le matchs retour le 3 mai 2023. La première phase de la voie des régions prend quant à elle place le 4 mai, tandis que sa deuxième phase est jouée le 17 mai.

#### Voie de la RPL
| Club             | Score | Club                      | Aller | Retour |
| ---------------- | ----- | ------------------------- | ----- | ------ |
| CSKA Moscou (D1) | 3 - 2 | (D1) Oural Iekaterinbourg | 1 - 1 | 2 - 1  |

#### Voie des régions
Première phase
| Date       | Club              | Score             | Club                 |
| ---------- | ----------------- | ----------------- | -------------------- |
| 4 mai 2023 | FK Krasnodar (D1) | 0 - 0 (4 - 2 tab) | (D2) Akron Togliatti |

Deuxième phase
| Date        | Club              | Score | Club                      |
| ----------- | ----------------- | ----- | ------------------------- |
| 17 mai 2023 | FK Krasnodar (D1) | 2 - 1 | (D1) Oural Iekaterinbourg |

### Finale
| Finale       | FK Krasnodar (D1) | 1 – 1   | (D1) CSKA Moscou         | Stade Loujniki, Moscou                                |                                                       |
| 11 juin 2023 | Jhon Córdoba 50e  | (0 – 1) | 32e (pen.) Fiodor Chalov | Spectateurs : 53 425 Arbitrage : Vladislav Bezborodov | Spectateurs : 53 425 Arbitrage : Vladislav Bezborodov |
| 11 juin 2023 | Rapport           |         |                          | Spectateurs : 53 425 Arbitrage : Vladislav Bezborodov | Spectateurs : 53 425 Arbitrage : Vladislav Bezborodov |
| 11 juin 2023 | Tirs au but 5 – 6 |         |                          | Spectateurs : 53 425 Arbitrage : Vladislav Bezborodov | Spectateurs : 53 425 Arbitrage : Vladislav Bezborodov |